# Apeadero Colonia Avellaneda
Colonia Avellaneda es una estación de ferrocarril ubicada en la localidad del mismo nombre del Departamento Paraná en la Provincia de Entre Ríos, Argentina.

## Servicios
Fue la estación cabecera del Servicio Regional Entre Ríos que presta la empresa estatal Trenes Argentinos Operaciones entre esta estación y Paraná.
A partir del jueves 15 de septiembre de 2022, esta pasó una detención intermedia, ya que el servicio se extendió hasta el Enrique Berduc y posteriormente hasta Jorge Méndez, en la localidad de La Picada.